# ريتشارد أونغر
ريتشارد أونغر (بالإنجليزية: Richard Unger)‏ هو مؤرخ أمريكي، ولد في 1942 في هنغتينغتون في الولايات المتحدة.